# 早田氏柃木
早田氏柃木（学名：Eurya hayatae）为茶科柃木属下的一个种。

## 扩展阅读
- 維基物種上的相關：早田氏柃木